# クララ・ボウ
クララ・ボウ（Clara Gordon Bow、1905年7月29日 - 1965年9月27日）は、アメリカ合衆国の女優。ニューヨーク州ニューヨーク市ブルックリン出身。夫のレックス・ベルはネバダ州副知事を務めたこともあった。

## 生涯
父親はアルコール依存症、母親は精神疾患を患っており、時折売春婦まがいのことをして金を稼ぐという非常に貧しい家庭に生まれる。子供の頃は汚い格好をしていたため、女の子達は遊んでくれずにいつも男の子達と遊んでいたという。また、父親から性的虐待の被害に遭ったともいう。
クララはその中から這い上がるため、女優になることに望みをかけるようになる。ティーンエイジャーの時に雑誌の美人コンテストで優勝、1922年に映画デビューのチャンスをつかむ。しかしその作品『虹の大空 (Beyond the Rainbow)』ではクララの出演したシーンはすべてカットされてしまう。同年の『船に打ち乗り海原指して (Down to the Sea in Ships)』でデビューする。
女優は売春婦と同じだと信じていたクララの母親は、女優になった彼女を殺そうとしたこともあったという。クララの母親は1923年に精神病院で死去したが、クララは生涯を通じて罪悪感にさいなまれることになる。
同時にクララのキャリアは上昇、特に映画プロデューサーのB・P・シュールバーグに見出されてお色気コメディ映画に出演してから人気を集めるようになり、1922年のデビュー以来数年でハリウッドの人気女優となる。
1927年、コメディ映画『あれ』（It） で健康的なお色気を発散するデパートガールを演じ、映画は大ヒット。以来「イット・ガール」（It Girl）と呼ばれるようになる。月に45,000通のファンレターを受け取ったこともあるという。また、同年に出演した『つばさ』は第1回アカデミー賞作品賞を受賞した。
トーキー映画の時代に入ると下町訛りのセリフが原因で人気が衰えたとされる。追い打ちをかけるように1930年代、ハリウッド映画にヘイズ・コードが導入、アルコール・ドラッグ・ギャンブル・セックスなどの奔放な私生活が批判され、1933年に女優を引退。
その後、1931年に結婚した俳優のレックス・ベルと共に田舎に移り住み、2人の息子をもうけた。
1965年に心筋梗塞で死去した。

## 主な出演作品

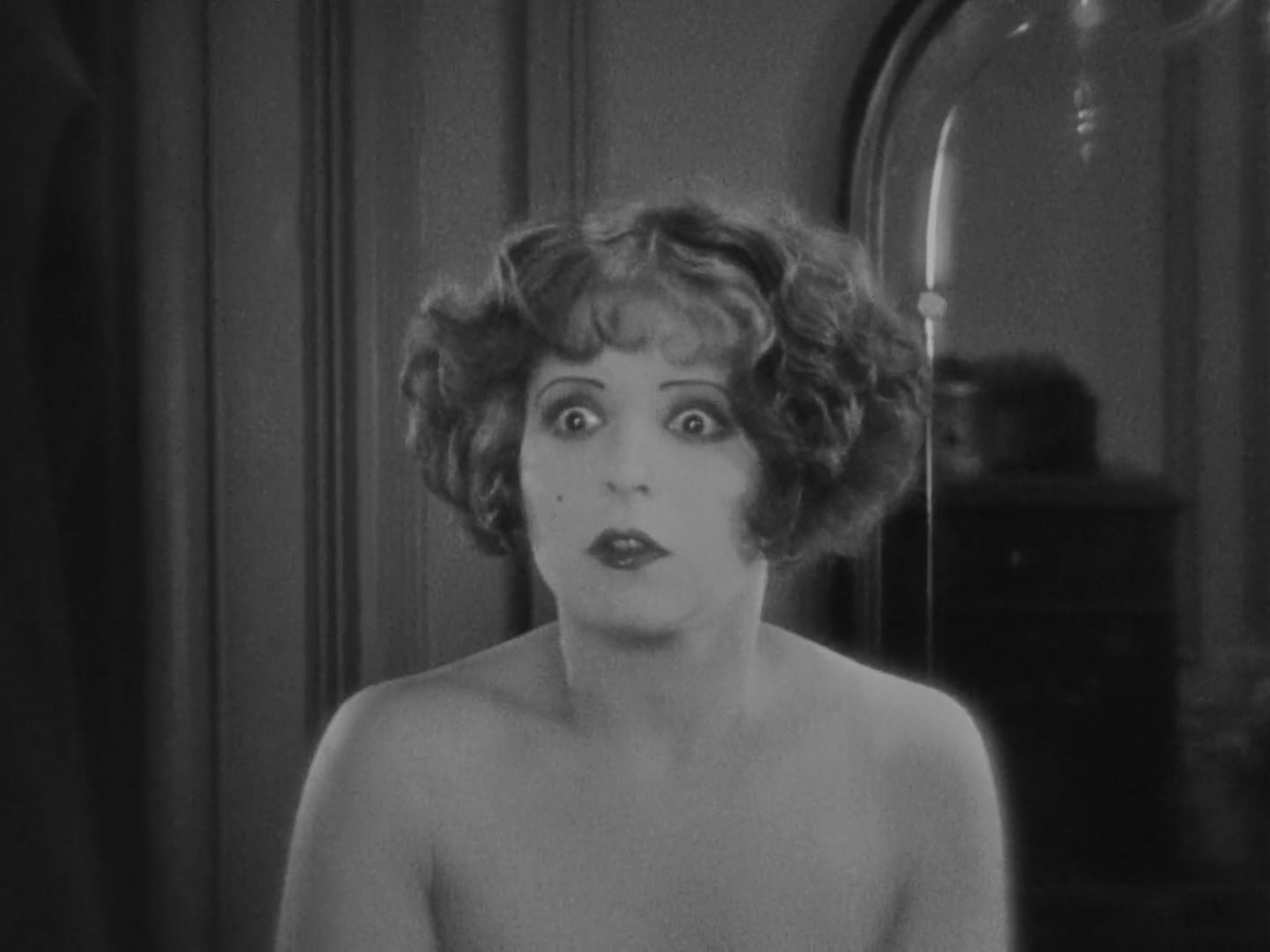
『つばさ』予告編より（1927年）

- 虹の大空 Beyond the Rainbow （1922年）
- 船に打ち乘り海原指して Down to the Sea in Ships （1923年）
- 女性の敵 Enemies of Women （1923年）
- 春來りなば Maytime （1923年）
- 樂園の毒草 Poisoned Paradise （1924年）
- 玉を抱いて罪あり Daughters of Pleasure （1924年）
- 酒! Wine （1924年）
- 叔父さん征伐 Helen's Babies （1924年）
- 我が戀棄てゝ This Woman （1924年）
- 電光娘 Black Lightning （1924年）
- 命を賣る男 Capital Punishment （1925年）
- 恋の鐵条網 Eve's Lover （1925年）
- 紅の大空 The Scarlet West （1925年）
- 当世女大學 Kiss Me Again （1925年）
- 曻天の意氣  The Best Bad Man （1925年）
- 古代の船人 The Ancient Mariner （1925年）
- 青春の喜び Fascinating Youth （1926年）
- モダンガールと山男 The Runaway （1926年）
- 人罠 Mantrap （1926年）
- 猿飛びカンター Kid Boots （1926年）
- あれ It （1927年）
- 赤ちゃん母さん Children of Divorce （1927年）
- 亂暴ロージー Rough House Rosie （1927年）
- つばさ Wings （1927年）
- フラ Hula （1927年）
- 恋人強奪 Get Your Man （1927年）
- 赤い髪 Red Hair （1928年）
- 暗黒街の女 Ladies of the Mob （1928年）
- 艦隊入港 The Fleet's In （1928年）
- 三週間 Three Weekends （1928年）
- 底抜け騒ぎ The Wild Party （1929年）
- 曲線悩まし Dangerous Curves （1929年）
- 恋のデパート The Saturday Night Kid （1929年）
- パラマウント・オン・パレイド Paramount on Parade （1930年）
- アイスクリーム艦隊 True To The Navy （1930年）
- 高等恋愛術 Love Among the Millionaires （1930年）
- 女房盗塁 Her Wedding Night （1930年）
- 女給と強盗 No Limit （1931年）
- キック・イン Kick In （1931年）
- ミス・ダイナマイト Call Her Savage （1932年）
- フープラ Hoop-La （1933年）